# Ровни језеро
Ровни је вештачко језеро у западној Србији, настало преграђивањем реке Јабланице и најкрупнији је објекат регионалног водопривредног система „Стубо-Ровни“.

## Изградња
Акумулација је формирана у долинама река Јабланице и Сушице и налази се између села Стубо и Ровни, 15 km од града Ваљева. Изградња бране Стубо-Ровни је почела још 1988. године, прекинута већ 1991. да би била настављена 2001. године а завршена је у септембру 2015. године. Процењује се да је у њену изградњу уложено око 70 милиона долара. Језеро је саставни део регионалног система управљања водама 'Ровни' намењеног снабдевању водом неколико градова: Ваљево, Лазаревац, Лајковац, Уб и Мионица.

## Опис и значај
Брана има водонепропусно глинено језгро и има камени набачај. Висока је 74,5 метара, са 450 метара дужине и у круни је широка 8 метара а количина уграђеног материјала, глине и камена, је скоро 1,5 милиона кубних метара. Укупна запремина акумулације је 51,5 милиона кубних метара, а највећа дубина 67 метара. Радове на брани и језеру извеле су компаније 'Хидротехника-Хидроенергетика' и 'Енергопројект нискоградња' ад, Београд, Србија.
Цевоводом дужине 11820 метара се сирова вода спроводи до постројења за пречишћавање воде за град Ваљево.

## Контроверзе
Изградњом бране и пуњењем језера, потопљена је Црква Светог Арханђела Михаила у Тубравићу, позната као „Ваљевска Грачаница“ што је изазвало контроверзе у јавности.